# Utsiktstornet i Slottsskogen

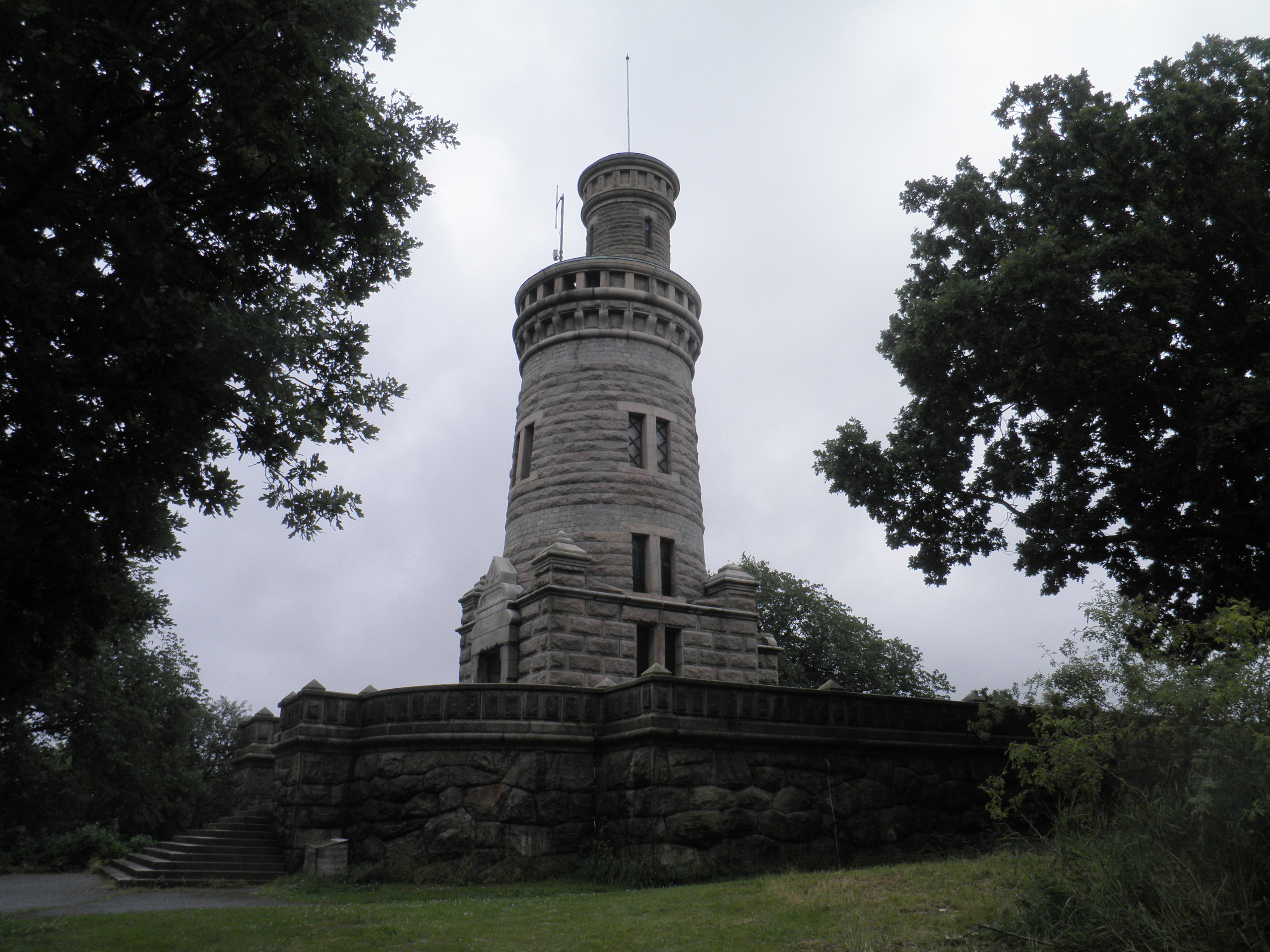
Utsiktstornet i Slottsskogen, västra sidan.

Utsiktstornet i Slottsskogen är ett utsiktstorn och en före detta vattenreservoar i Slottsskogens norra del i Göteborg. I folkmun kallat Kikar'n. Det är uppfört på Slottsskogens högsta punkt - Stora Utsigten (1888) - 80 meter över havet. Tornet vilar på ett 780 000  liter stort vattenmagasin, en högreservoar. Högvattenytan var 106 meter över stadens nollplan, och lågvattenytan 89 meter över. Fastighetsbeteckningen är Slottsskogen 719:4. Det slutgiltiga förslaget från arkitekterna 1897 hette: "Högreservoir på Utsiktsplatsen i Slottsskogen."
År 1891 beslutade Göteborgs stadsfullmäktige att ett nytt vattenförsörjningssystem - där vattnet hämtades från Göta älv och togs in vid Alelyckan - skulle byggas. Tornet samt en pumpstation vid Vattugatan uppfördes 1899 efter ritningar av arkitekterna Adrian C. Peterson och hans son Carl Crispin.
Tornbyggnaden och underbyggnaden är murade i massiva naturstenar. Vattenreservoar och utsiktstorn har mycket stort kulturhistoriskt värde, och är därför upptagen i bevaringsprogrammet för kulturhistoriskt värdefull bebyggelse (enstaka objekt, 1986).
Själva tornet är inget vattentorn, utan byggdes för att göteborgarna skulle kunna klättra upp i tornet och titta på utsikten ut över stan och älven. Göteborgs stadsbyggnadschef Johan Gustaf Richert uttryckte det såhär: "Den monumentala skönhet, som arkitekten lyckats gifva åt detta Göteborgs Belvédére, har visserligen dragit med sig en överkostnad på 15.000 kronor. Men jag vågar uttala den förhoppningen, att Göteborgs samhälle skall visa sin offervillighet att skänka Slottsskogen en prydnad. som skulle göra denna vackra park till en ännu större 'attraktion' för såväl stadens befolkning som den besökande främlingen."
"Vattentornet är ett dominerande inslag i Slottskogens norra del och utgör ett värdefullt blickfång i Göteborgs stadsbild", skriver Göteborgs Fastighetskontor.
Fotbollsklubben Utsiktens BK är uppkallat efter utsiktstornet, och har det avbildat i sitt klubbmärke.

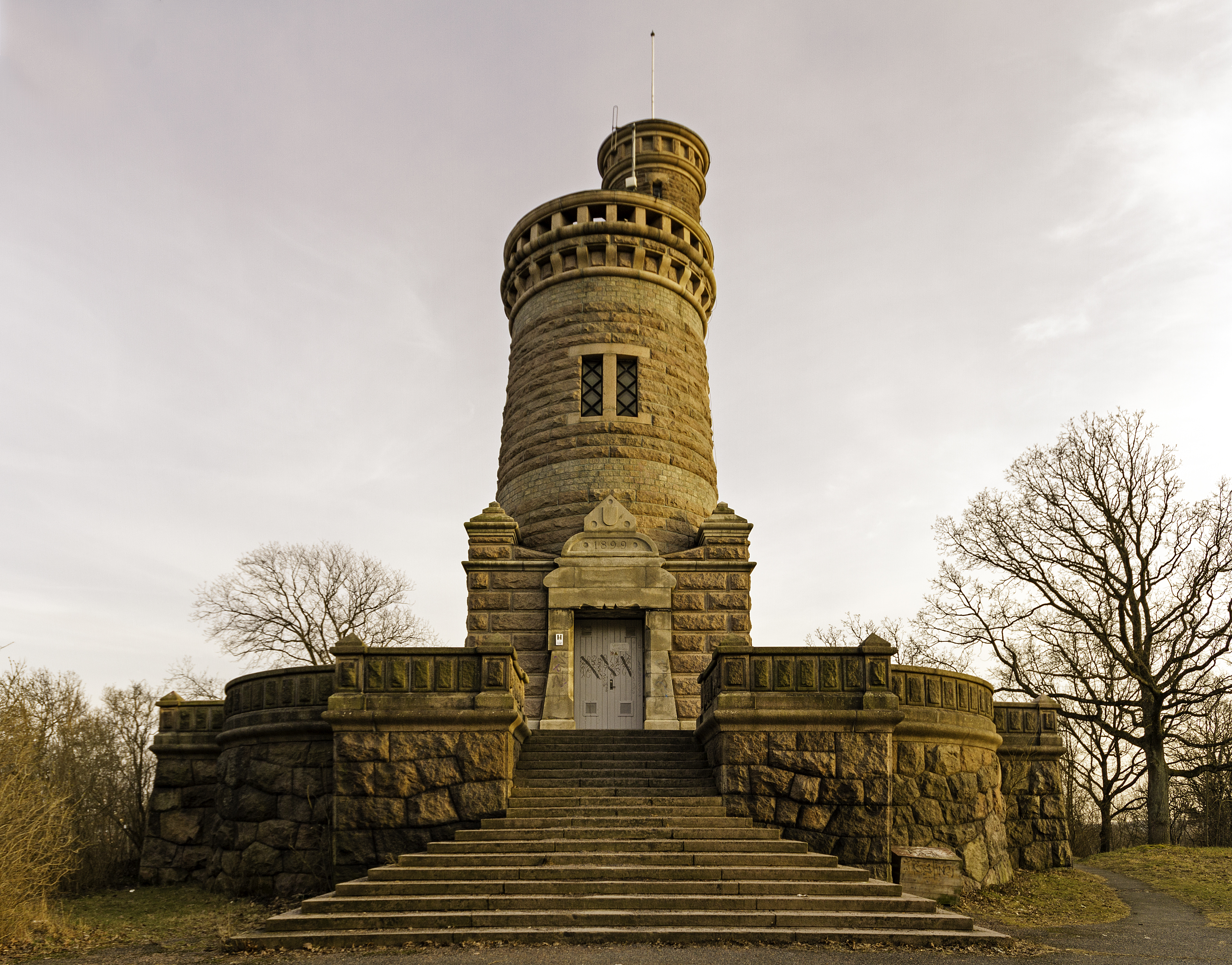
Stora Utsikten.